# Kollaps
Kollaps (рус. «Коллапс») — дебютный студийный альбом немецкой музыкальной группы Einstürzende Neubauten, выпущенный в 1981 году.

## Об альбоме
Музыка пластинки, в большей степени, представляет собой атональные индустриальные шумы, сквозь которые изредка прорываются «психотические» крики Бликсы Баргельда, время от времени сменяющиеся эмоциональными декламациями. Итальянский музыкальный обозреватель Пьеро Скаруффи охарактеризовал альбом как «немного музыки, много эмоций». Редакция Trouser Press определяла пластинку как одну из «самых шокирующих» записей, когда-либо выходивших на виниле. Критик Allmusic Стюарт Мэйсон отмечал, что Kollaps «является их <Einstürzende Neubauten> самой примитивной и радикальной попыткой» и «чистейшим выражением их первоначальной эстетики».

## Список композиций
Слова и музыка: Ф. М. Айнхайт, Бликса Баргельд, Н. У. Унру.
1. «Tanzdebil» — 3:23
2. «Steh auf Berlin» — 3:47
3. «Negativ Nein» — 2:27
4. «U-Haft-Muzak» — 3:41
5. «Draußen ist feindlich» — 0:49
6. «Schmerzen hören» — 2:32
7. «Jet’m» — 1:24
8. «Kollaps» — 8:04
9. «Sehnsucht» — 1:21
10. «Vorm Krieg» — 0:20
11. «Hirnsäge» — 1:55
12. «Abstieg & Zerfall» — 4:28
13. «Helga» — 0:11